# Carlo Bonavia
Pour les articles homonymes, voir Bonavia.
Carlo Bonavia (né à Rome - mort à Naples en 1788) est un peintre italien du XVIIIe siècle.

## Biographie
Carlo Bonavia est un peintre italien connu pour le paysage idyllique des peintures, des gravures et des dessins. Il semble être né à de Rome, mais a travaillé à Naples de 1751 à 1788. Il a été formé dans la tradition de l'école napolitaine de Salvator Rosa (1615 - 1673) et Leonardo Coccorante (1680 - 1750), mais est beaucoup plus fortement influencé par les travaux de Claude Joseph Vernet, qui a visité Naples en 1737 et en 1746.

## Œuvres
- Tempête sur la côte rocheuse